# Eteone ornata
Eteone ornata är en ringmaskart som beskrevs av Grube 1878. Eteone ornata ingår i släktet Eteone och familjen Phyllodocidae.
Artens utbredningsområde är Moçambique. Inga underarter finns listade i Catalogue of Life.